# コレージュ
コレージュ (Collège) とは、フランスの前期中等教育機関。4年制。リセの前段階であり、日本の小学校第6学年から中学校第3学年に相当。各学年は下から、第6級 (sixième)、第5級 (cinquième)、第4級 (quatrième)、第3級 (troisième) と呼ばれる。

フランスの教育制度

フランスの特別高等教育機関であるコレージュ・ド・フランスとは異なる。